# Fjällabb
Fjällabb (Stercorarius longicaudus) är den minsta fågelarten i familjen labbar. Den är en långflyttande fågel som häckar cirkumpolärt i fjäll- och tundraområdet och övervintrar ute till havs på södra halvklotet. IUCN kategoriserar den som livskraftig. 

## Utseende och fältkännetecken

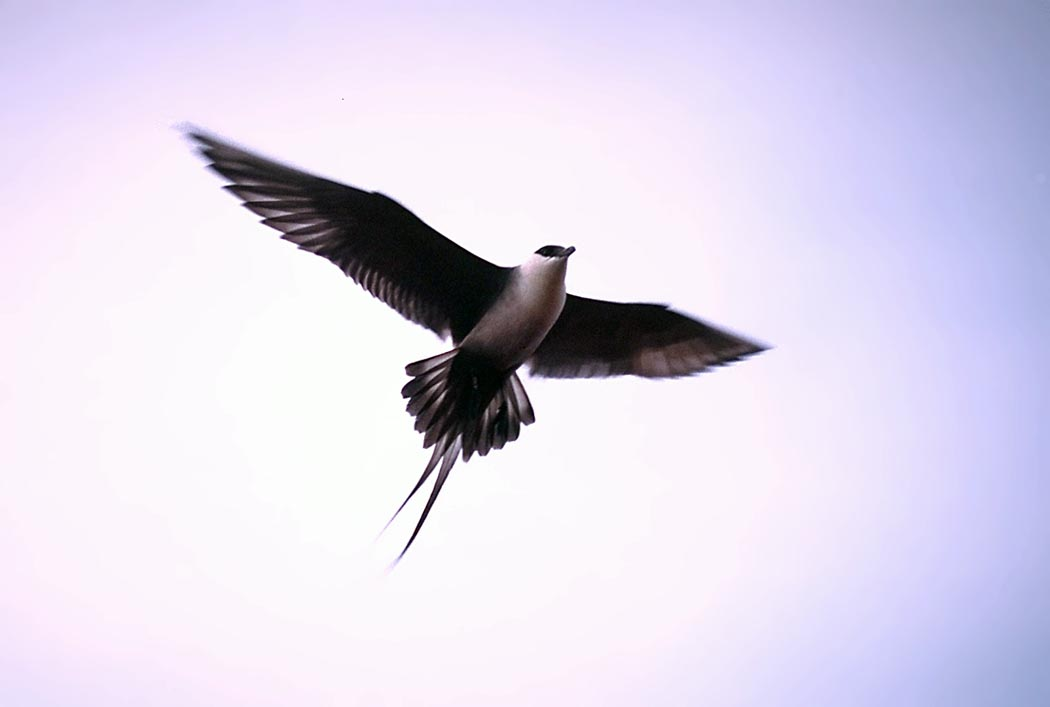
Adult i flykten.

Fjällabben är en liten och slank labb med en storlek som en skrattmås, men kan te sig större i flykten på grund av sina långa smala vingar. Den har en grov näbb som dock är kortare än kustlabbens. Den har en genomsnittlig kroppslängd på 35–41 centimeter, därtill tillkommer på adulta individer sommartid förlängda mellersta stjärtpennor som mäter 12–24 centimeter, och den har ett vingspann på mellan 88 och 105 centimeter.
På sommaren har den adulta fågeln mörk näbb och svart, ofta något glänsande, ansikte och hjässa. Huvudets sidor, nacke och hals är vit eller mycket ljust gulaaktiga. Bröstets vita färgton övergår utan någon skarp gräns i bukens och undergumpens brungrå färgton. Ovansidan är brungrå och i flykten syns tydligt kontrasten mellan de närmast svarta vingpennorna och de brungrå armtäckarna. På vingundersidan saknas tydlig vit handbasfläck som hos kustlabb och bredstjärtad labb.
Juvenila fåglar förekommer i tre morfer: ljus, mellan och mörk. De två ljusare morferna har en gråare ton i fjäderdräkten än kustlabbens bruna. Den mörka morfen är mycket lik kustlabb men skiljs på flykt samt silhuett som är slankare, mer smalvingad och med ett mer utdraget stjärtparti där de centrala stjärtfjädrarna sticker ut en till tre cm och är trubbigt avrundade i spetsen. På närmre håll syns även att den har en ljust blågrå näbbas i kontrast till den mörka näbbspetsen. 3k-fåglar, det vill säga fåglar i sitt tredje kalenderår, kan urskiljas ifrån de adulta genom att bara ha hälften så lång stjärtspröt.
Fjällabbens flykt är lätt och nästan tärnlik. På häckningsplatsen ryttlar den ofta.

### Läte
Fjällabbens läten är spädare än sina släktingars, med upprepade "kriepp" och "kjy" samt grälande "kre-krepp". Vid spelet hörs galande "glii-eh", något likt fiskmåsens läte.

## Utbredning och systematik
Fjällabben har en cirkumpolär häckningsutbredning kring tundra- och fjällområdena i de norra delarna av holarktis, i Skandinavien, Ryssland, Nordamerika och Grönland.
Fjällabben är en långflyttare som om vintern lever pelagiskt cirkumpolärt i haven på södra halvklotet, främst utanför Sydamerikas södra öst- och västkust och Afrikas sydvästra kust i Sydatlanten, men även i Antarktiska oceanen.

### Underarter
Fjällabben delas vanligtvis upp i två underarter med fölkande utbredning:
- Stercorarius longicaudus longicaudus, eurasisk fjällabb[7] – nominatformen häckar i norra Skandinavien, och i norra Ryssland så långt österut som till floden Lena.
- Stercorarius longicaudus pallescens – häckar i Sibirien, från floden Lenas delta och österut till arktiska Nordamerika och Grönland.

### Förekomst i Sverige
Fjällabben häckar tämligen allmänt i Sverige vid sjöar och myrar högt över trädgränsen på fjällhedar från Härjedalen till Torne lappmark. I övriga Sverige ses den sällsynt under flyttningen i maj och augusti–september och då främst utefter kusterna.

## Ekologi

### Häckning
Fjällabbspar är kända för att återvända till samma revir för att häcka. Dock kan de hoppa över häckningen på grund av födobrist vilket medför att antalet häckande par varierar kraftigt från år till år. De icke-häckande paren uppsöker ofta sina gamla revir men dessa individer drar omkring mer och samlas ofta i flockar som kan uppgå till 70–80 individer. Tidigare har det beskrivits att fjällabben häckar i kolonier men detta har visat sig vara felaktigt och man vet idag att den häckar solitärt i väl avgränsade revir.
Det är inte helt klarlagt vid vilken ålder som fjällabben börjar häcka men studier tyder på att det sker under fjärde levnadsåret (4k). Kustlabben genomför sin första häckning under tredje till femte kalenderåret (3–5k). Ett antal yngre fåglar, under sitt andra eller tredje levnadsår (2–3k), flyttar till häckningsområdena och prospekterar men häckar inte.
Fjällabben lägger sina ägg på marken vid tuviga fjällmyrar eller på torr, glest bevuxen mark utan något som helst bobygge. Kullen utgörs vanligtvis av två ägg som är mörkt olivgröna med bruna och grå fläckar. Äggen blir 50–60 millimeter långa och 37–40 millimeter breda. Födotillgången, av främst gnagare, förefaller även påverka hur många ägg de häckande labbarna lägger då det genomsnittliga antalet lagda ägg ökar under goda lämmelår. Båda föräldrar ruvar äggen i snitt 23–25 dygn innan de kläcks.
Under de allra första dagarna värms ungen eller ungarna i boet dock förekommer det att den först kläckta ungen lämnar boet redan innan den andra ungen kläckts eller är precis nykläckt. Ungarna förflyttar sig sedan avsevärda sträckor från boet vilka kan uppgå till 300–500 meter på bara några dygn, upp till 800 meter om de bli störda, och två ungar återfinns aldrig på samma plats. Detta är förmodligen för att minska risken för predation. Båda föräldrar tar hand om ungarna som är flygga efter i snitt 24–26 dygn.

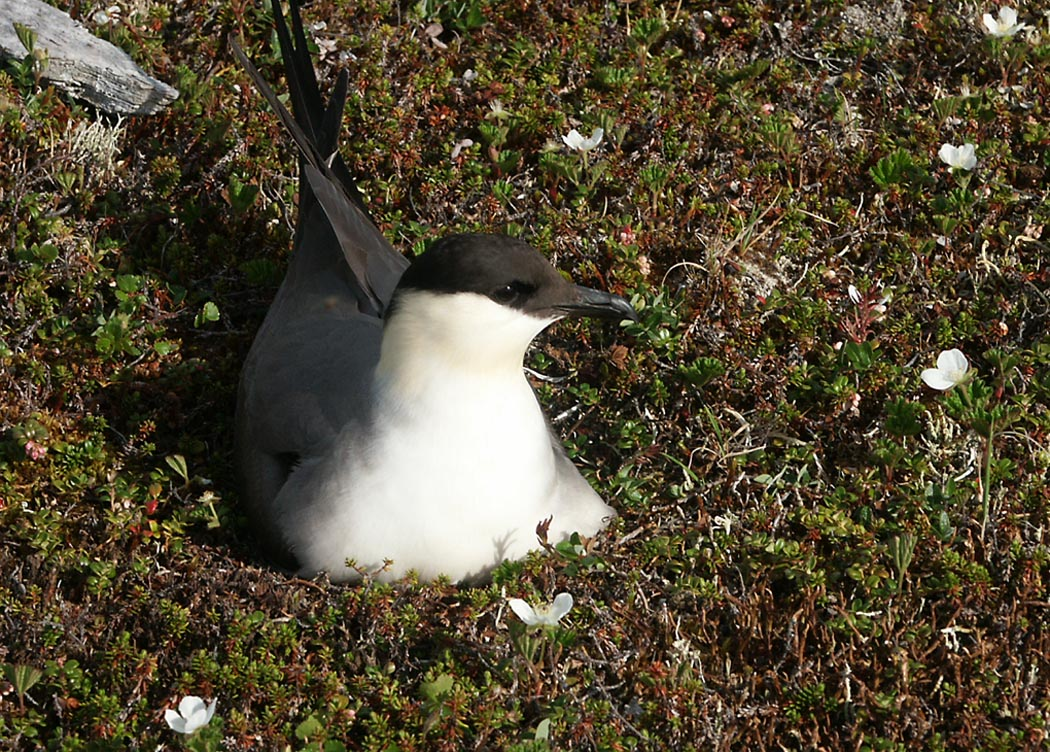
Fjällabb på bo.

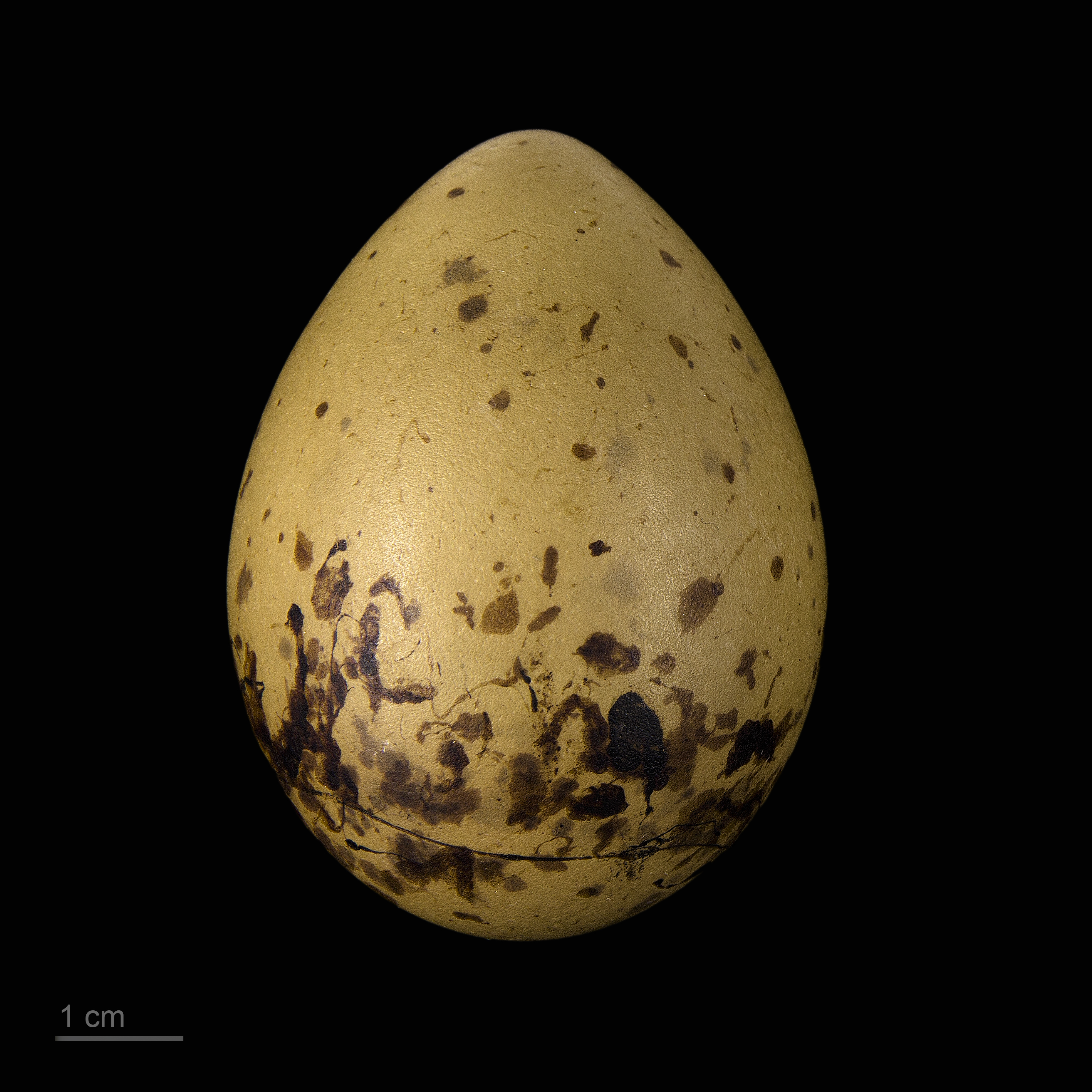
Stercorarius longicaudus

### Föda
Födan på häckningsplats består främst av lämmel och sork men även andra smådjur, fisk, insekter och bär. Under flyttningen så är de mer benägna att fånga sin egen föda istället för att stjäla från trutar och tärnor vilket de större arterna inom släktet gör.

## Fjällabben och människan

### Status och hot
Arten har ett stort utbredningsområde och en stor population med stabil utveckling. Utifrån dessa kriterier kategoriserar IUCN arten som livskraftig (LC). I Europa tros det häcka knapp mellan knappt 20 000 och 53 000 par. Även i Sverige anses beståndet livskraftigt och det finns inga tecken på betydande populationsförändringar.

### Namn
Fågeln har på svenska också kallats långstjärtad labb, stjärtlabb och berglabb.